# Krzysztof Bednarek
Krzysztof Bednarek – polski śpiewak operowy (tenor) i pedagog.
Absolwent Akademii Muzycznej w Łodzi (klasa prof. Zdzisława Krzywickiego). Solista Teatru Muzycznego w Łodzi (1982), Teatru Wielkiego w Łodzi (1984–1995 i 1999-2008), Teatru Wielkiego – Opery Narodowej w Warszawie (1995–1997), Opery Krakowskiej (od 2008). Pedagog Akademii Muzycznej w Łodzi. W 2016 otrzymał tytuł profesora sztuk muzycznych.

## Nagrody
- 1984: III Ogólnopolski Konkurs Wokalistyki Operowej im. Adama Didura – II nagroda[3]
- 2003: Złota Maska (nagroda łódzkich krytyków teatralnych) za wybitną kreację aktorsko-wokalną w Rycerskości wieśniaczej - rola Turiddu[4]

## Partie operowe
- Alfredo Germont (Traviata, Verdi)
- Almaviva i Bartolo (Cyrulik sewilski, Rossini)
- Don Carlos (Don Carlos, Verdi)
- Don Jose (Carmen, Bizet)
- Faust (Faust, Gounod)
- Ferrando (Così fan tutte, Mozart)
- Jontek (Halka, Moniuszko)
- Otello (Otello, Verdi)
- Pinkerton (Madame Butterfly, Puccini)
- Radames (Aida, Verdi)
- Riccardo (Bal maskowy, Verdi)
- Rudolf (Cyganeria, Puccini)
- Stefan (Straszny dwór, Moniuszko)[5]